# Heinrich Friedrich Karl vom und zum Stein
Heinrich Friedrich Karl, friherre vom und zum Stein, född 25 oktober 1757 i Nassau, död 29 juni 1831 på godset Kappenberg i Westfalen, var en tysk statsman.

## Steins bakgrund
Stein, som var av gammal riksfriherrlig släkt, blev tjänsteman i preussiska bergverksdepartementet 1780, var 1784-1786 direktör för de westfaliska bergverken och 1787-1793 direktör i "krigs- och domänkamrarna" i Kleve och Mark, till vilkas president han utnämndes 1793. Som "överpresident" (med residens i Minden) emottog han 1796 förvaltningen av Preussens samtliga besittningar i Västtyskland, och 1802 fick han i uppdrag att organisera de sekulariserade områden, som till följd av freden i Lunéville tillfallit Preussen. 1804 utnämndes Stein till minister (chef för accis- och handelsdepartementet) och genomförde i denna egenskap flera viktiga reformer, bl.and annat avskaffandet av tullarna mellan de olika preussiska provinserna. Efter de olyckliga slagen vid Jena och Auerstädt hörde han till den minoritet bland ministrarna, som förmådde kungen till fortsatt kamp mot Frankrike (november 1806). Då han vägrade motta posten som inrikesminister, om ej kungen tillmötesgick de krav i fråga om den centrala förvaltningens omorganisation, som han länge förfäktat (särskilt kabinettsstyrelsens avskaffande), erhöll han emellertid kort efteråt i onåd avsked (januari 1807).

## Efter Tilsit
Under Preussens förnedring efter Tilsitfreden samma år tillråddes kungen från skilda håll och även från Napoleon att vända sig till Stein, som ansågs som situationens man. Meningsskiljaktigheterna mellan honom och kungen övervanns delvis genom drottning Louise och Stein inträdde i den nya konseljen som inrikesminister (oktober 1807) och fick premiärministers ställning. Den tid av något mer än ett år som Stein satt vid styret var djupt ingripande betydelse i Preussens historia. Anmärkningsvärd är redan den mångfald av uppslag i olika riktningar, som såg dagen för att först långt senare realiseras. Men framför allt kännetecknas denna tid av ingripande reformer, som kom till utförande trots svåra yttre förhållanden. Stein hade nämligen ringa framgång i sina underhandlingar om den av fransmännen påförda oerhörda kontributionssummans fastställande. Större delen av de områden som Preussen i freden fått behålla hölls därför under hela Steins ministertid besatt av de franska trupperna.

## Steins tänkande
De till nytt liv väckta ständernas fria medverkan i statsarbetet var hörnstenen i Steins statskonst. Hans statsideal var vad han kallade den "gamla tyska författningen". Denna, som i Preussen så gott som helt och hållet undanträngts av absolutism och byråkrati, men som Stein i västra Tyskland sett leva kvar i ett ännu livskraftigt ständerväsen, ville han i möjligaste mån återuppliva.
I England, som han besökte 1786-87, hade han funnit detta gamla germanska statsskick fortleva särskilt i den starkt utvecklade lokala självstyrelsen. Också från den franska revolutionens idéer hade Stein mottagit starka impulser, och i viktiga punkter lade han studiet av revolutionens lagstiftning och förvaltning till grund för det preussiska reformarbetet. Detta skedde dock i det klart medvetna syftet att därmed effektivare kunna bekämpa Frankrike. Ty från sina allmänna utgångspunkter kunde han ej annat än ogilla revolutionens urartning till cesaristisk despoti; Napoleon och hans Frankrike var föremål för hans oförsonliga hat.
(Synnerligen upplysande om Steins program är den av honom 1807 författade s.k. Nassauer Denkschrift.) Steins arbete uppbars av en i en ideell livsåskådning rotfast entusiasm, som också meddelade sig åt hans medarbetare. Med entusiasmen förbands dock stark självkänsla och stolthet, som stundom föranledde slitningar med dessa och med kungen och som skärpte den fiendskap hans radikala politik mångenstädes väckte.

## Frigörelseediktet
Ett edikt om böndernas sociala frigörelse (upphävande av den s.k. Erbuntertänigkeit m.m.), avsett att gälla för vissa provinser, förelåg utarbetat vid Steins ämbetstillträde; han genomdrev, att det utfärdades som gällande för hela monarkin (9 oktober 1807). Det åtföljdes av åtskilliga andra åtgärder i samma riktning. En förordning av 19 november 1808 gav städerna vidsträckt självstyrelse genom valda representanter. Under medverkan av Scharnhorst, Gneisenau och andra påbörjades ett djupgående reformarbete inom armén.

## I konflikt med Napoleon
Spaniens uppror mot det napoleonska herraväldet sommaren 1808 ledde Steins tankar i riktning mot en folkresning, som även i Tyskland skulle avskudda det franska oket. Ett Steins brev, som oförbehållsamt uttryckte hans förhoppningar, föll emellertid i Napoleons händer (augusti 1808), och denne gav tydligt till känna sin önskan, att ministern måtte avskedas. Stein ryggade visserligen ej tillbaka för en brytning med Frankrike, men väl kungen, som dessutom hyste starka betänkligheter mot Steins allt längre gående reformidéer, och 24 november 1808 fick Stein avsked från alla sina befattningar. Dessförinnan hade han dock erhållit kungens underskrift på en förordning om den högre förvaltningens omorganisation. I sitt så kallade "politiska testamente" hade han dessutom sammanfattat de reformplaner, vilka icke hunnit förverkligas: självstyrelsens ytterligare utveckling, inrättande av en nationalrepresentation, inskränkningar i adelns privilegier, införande av allmän värnplikt, förbättringar i undervisningsväsendet och så vidare.

## I exil
Sedan Napoleon förklarat Stein i akt och låtit beslagtaga hans gods, vistades han under tre år i Österrike. Vid brytningen mellan Ryssland och Frankrike 1812 inbjöds han av kejsar Alexander till dennes högkvarter. Han blev där den naturliga medelpunkten för de tyska element, som ivrade för en ny koalition mot Frankrike. Han förmådde kejsaren att icke nöja sig med Rysslands befrielse, utan ge signalen till en allmän resning mot det napoleonska herraväldet. Sedan ryssarna i början av 1813 besatt Ost- och Westpreussen, sändes Stein till Königsberg för att övertaga de båda provinsernas förvaltning, intill dess Preussen slutit sig till Frankrikes fiender. De församlade ständerna gav sitt bifall till allmän folkbeväpning. Sedan kort efteråt en allians mellan Ryssland och Preussen kommit till stånd och de båda makterna inrättat ett centralförvaltningsråd för Nord-Tyskland, anförtroddes presidiet i detta åt Stein, en av Rysslands representanter (mars 1813). Han stod nu på höjdpunkten av makt och inflytande och välvde vittgående planer på Tysklands nyorganisation efter den blivande segern.

## Under Wienkongressen
Förhållandet ändrade sig efter Österrikes tillträde till koalitionen, i den mån ledningen övergick till Metternichs diplomatiska och konservativa statskonst. Stein blev visserligen chef för det centralförvaltningsdepartement, som de förbundna makterna efter segern vid Leipzig inrättade för ockuperade länder (oktober samma år), och kallades hånfullt av sina vedersakare "kejsare av Tyskland", men hans befogenheter blev till de tyske småfurstarnas förmån mycket kringskurna. Som Alexanders rådgivare deltog Stein i Wienkongressen. Hans huvudintresse var där ägnat åt den tyska frågan, för vars lösning han utarbetade det ena projektet efter det andra. I grund och botten vida mer tysk än preussare till sinnelaget, ivrade han framför allt för en förbättrad författning åt riket. Ledningen borde enligt hans mening tillkomma Österrike. Men därjämte var han angelägen att stärka Preussens ställning och verkade i detta syfte för Sachsens införlivande i den preussiska monarkien. Han fann emellertid i det diplomatiska ränkspelet sina övermän i Talleyrand och Metternich, av vilka ingendera önskade göra slut på det tyska småstatsväsendet, och Wienkongressens resultat motsvarade ingalunda hans förväntningar.

## Efter Wienkongressen
Efter kongressens slut övergick Stein till privatlivet. I det offentliga livet deltog han sedermera endast som lantdagsmarskalk för Westfalen (1823-31). På Steins initiativ bildades 1819 Gesellschaft für ältere deutsche Geschichtskunde med uppgift att utge källskrifter till Tysklands medeltidshistoria, och med stora ekonomiska uppoffringar lyckades det honom bringa det därhän, att källpublikationen "Monumenta Germaniae Historica" 1826 började utkomma.